# عليمراد خان
عليمراد خان زند (بالفارسية: علیمرادخان زند) (1154هـ - 1 ربيع الثاني 1199هـ المُوافق فيه 1740م - 11 شباط (فبراير) 1785م)، هو سادس مُلُوك الدولة الزنديَّة الذين حكموا في الديار الإيرانيَّة لخمسة عُقُود من الزمن، وقد حكم البلاد من سنة 1196هـ المُوافقة لِسنة 1781م إلى سنة 1199هـ المُوافقة لِسنة 1785م.